# Arthur Lismer

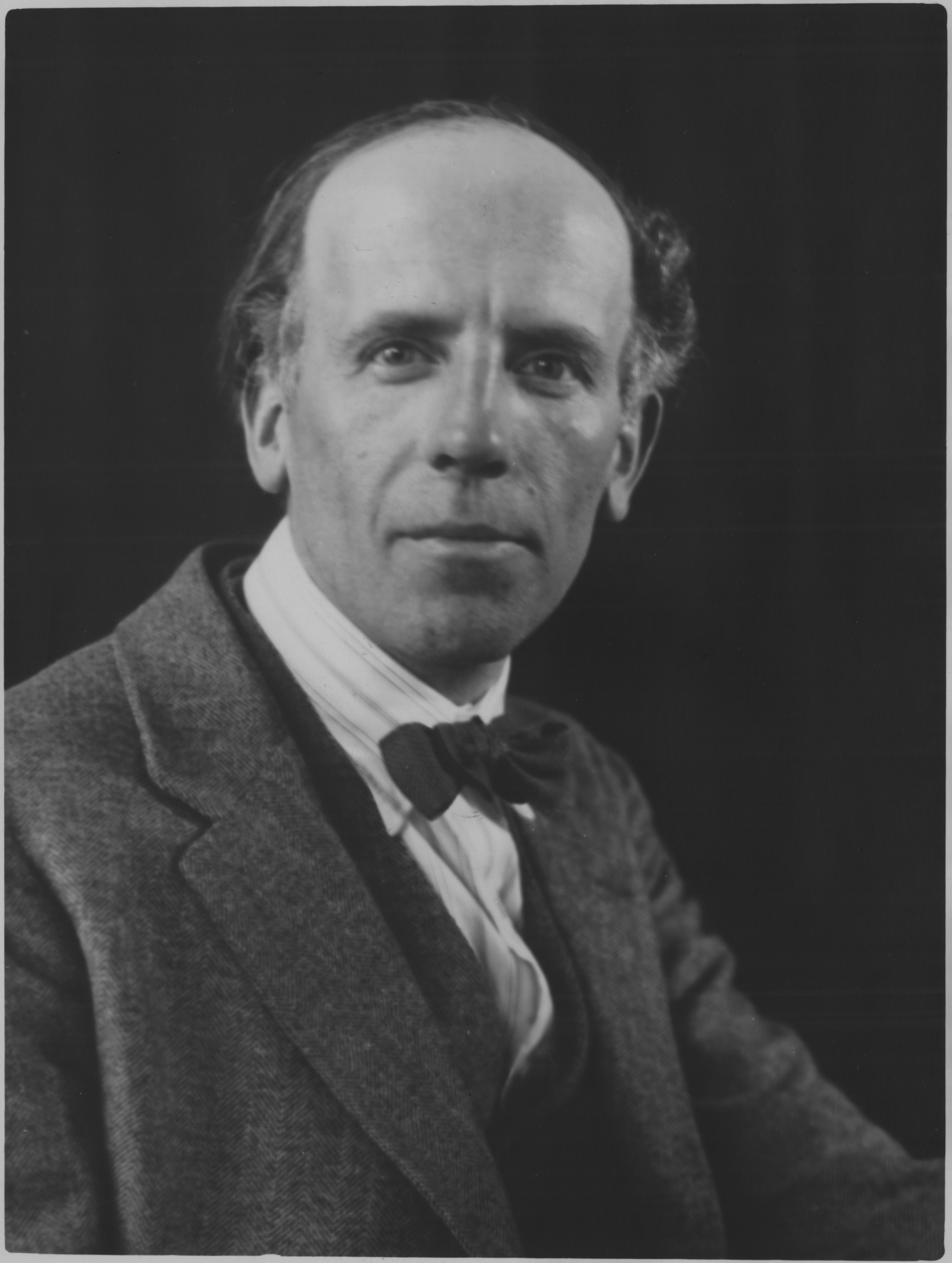
Arthur Lismer, 1930.

Arthur Lismer (* 27. Juni 1885 in Sheffield, England; † 23. März 1969 in Montreal, Kanada) war ein kanadischer Maler und Kunstpädagoge britischer Herkunft. Lismer war eine zentrale Figur der Group of Seven und trug wesentlich zur Entwicklung der Kunstpädagogik in Kanada bei.
Die kanadische Bundesregierung ehrte Lismer am 18. Mai 1974 für sein Schaffen und erklärte ihn zu einer „Person von nationaler historischer Bedeutung“.

## Leben
Arthur Lismer wurde 1885 in Sheffield, England, geboren. Er studierte Kunst an der Sheffield School of Art (1899–1906) und an der Académie royale des beaux-arts in Antwerpen (1906–1907). 1911 emigrierte er nach Kanada, wo er zunächst als Illustrator arbeitete. Bei der Firma Grip Engraving in Toronto lernte er spätere Mitglieder der Group of Seven wie J. E. H. MacDonald und Tom Thomson kennen. Von 1916 bis 1919 war Arthur Lismer Direktor der Victoria School of Art and Design in Halifax (heute Nova Scotia College of Art and Design – NSCAD). In dieser Zeit war er auch offizieller Kriegskünstler Kanadas und schuf im Auftrag des Canadian War Memorials Fund Werke die kanadische Kriegsaktivitäten, wie Kriegsschiffe und den Hafen von Halifax, darstellten. Nach der Halifax-Explosion 1917 zeichnete er die Zerstörungen.
1920 war Arthur Lismer Mitbegründer der Group of Seven, die sich durch die Darstellung der kanadischen Landschaft auszeichnete. Seine Werke zeichnen sich durch kräftige Farben und eine expressive Technik aus. Bekannte Gemälde wie A September Gale, Georgian Bay (1921) zeigen seine Entwicklung zu einem eigenständigen Stil.
Obwohl Arthur Lismer ein erfolgreicher Maler war, widmete er einen großen Teil seiner Zeit der Kunsterziehung. Von 1927 bis 1938 war er pädagogischer Leiter der Art Gallery of Toronto (heute Art Gallery of Ontario). 1932 unternahm er eine landesweite Vortragsreise, es folgten Einladungen zu Vorträgen in Europa und Südafrika, 1936/37 unterrichtete er wieder in Südafrika. 1938 war er Gastprofessor am Teachers College der Columbia University. Von 1941 bis 1967 leitete er das Montreal Children's Art Centre, das mit dem Montreal Museum of Fine Arts verbunden war. Diese Tätigkeit ließ Arthur Lismer wenig Zeit zum Malen, doch nach 1930 entstanden viele seiner eigenständigsten Werke, die er zunächst in den Maritimes und in der Georgian Bay und ab 1951 jeden Sommer in Long Beach auf Vancouver Island malte. Besonders gern malte er die Ausrüstung der Fischer in den Docks von Cape Breton Island, Nova Scotia. Von Galiano Island aus erkundete er die Pender und Saltspring Islands sowie Victoria und Long Beach auf Vancouver Island.
Arthur Lismer starb am 23. März 1969 in Montreal, Quebec,  und wurde (wie einige andere Mitglieder der Group of Seven) auf dem Gelände der McMichael Canadian Art Collection beigesetzt.

## Werk
Arthur Lismers erste kanadische Gemälde waren maßgeblich beeinflusst durch den britischen Landschaftsmaler John Constable, durch französische Künstler der Schule von Barbizon, wie Jean-François Millet, sowie durch belgische Maler des Postimpressionismus. In den 1920er Jahren entwickelte sich ein eigenständiger, kraftvoller expressionistischer Stil, der sich durch die Verwendung kräftiger Farben, ein starkes Impasto, eine bewusst grobe Pinselführung sowie komprimierte und vereinfachte Formen auszeichnete.